# Scott Norton
Pour les articles homonymes, voir Norton.
Scott Michael Norton (né le 15 juin 1958 à Minneapolis) est un catcheur (lutteur professionnel) américain.
D'abord ferriste, il se fait connaitre dans ce sport et apparaît dans le film Over the Top : Le Bras de fer aux côtés de Sylvester Stallone.
Il  devient catcheur à la fin des années 1980. Il s'entraîne au camp d'entraînement de la American Wrestling Association (AWA) et commence sa carrière dans cette fédération.
La AWA ferme ses portes en 1990 et Norton décide de partir au Japon lutter à la New Japan Pro Wrestling. Il y devient champion par équipes International Wrestling Grand Prix (IWGP) avec Tony Halme puis avec Hercules Hernandez. Il est aussi vainqueur du tournoi Super Grade Tag League VI en 1996 avec Shinya Hashimoto puis du G1 Tag League 1999 avec Keiji Mutō. Il commence à être mis en avant seul et obtient à deux reprises le championnat poids lourd IWGP.
En parallèle, il apparaît ponctuellement à la WCW et est un des membres du New World Order.

## Jeunesse et carrière de ferriste
Norton grandit dans le Minnesota et côtoie Rick Rood et Curt Hennig. Il se fait connaître en participant à des concours de bras de fer et remporte 30 championnats dont quatre de champion national des États-Unis et le championnat Over the Top en 1986,. Il apparaît dans le film Over the Top : Le Bras de fer aux côtés de Sylvester Stallone.
Il est ensuite garde du corps de Prince au cours du Purple Rain Tour.

## Carrière de catcheur

### Débuts à la American Wrestling Association puis Pacific Northwest Wrestling (1989-1990)
Durant la tournée de promotion du film Over the Top : Le Bras de fer au Japon, Norton rencontre des catcheurs de la New Japan Pro Wrestling. Ces catcheurs pensent que Norton peut faire carrière dans le catch. De retour aux États-Unis, il entre au camp d'entraînement de la American Wrestling Association (AWA) où Brad Rheingans (en) lui apprend le catch.
Il commence sa carrière à la AWA en avril 1989 et remporte la plupart de ses combats très rapidement. La AWA est alors de moins en moins populaire et cesse d'organiser des spectacles en 1990.
Il fait un bref passage à la Pacific Northwest Wrestling, une fédération de l'Oregon membre de la National Wrestling Alliance (NWA). Il y remporte le championnat poids lourd de la NWA Pacific Northwest le 12 mai 1990 après sa victoire face à Brian Adams. Il rend son titre vacant deux semaines plus tard car le promoteur le « suspend » après avoir attaqué plusieurs catcheurs.

### New Japan Pro Wrestling(1990–1993)
Norton arrive à la New Japan Pro Wrestling fin 1990. Il commence par faire équipe avec Bad News Brown et Brad Rheingans (en) avec qui il bat Hiroshi Hase, Kensuke Sasaki et Riki Chōshū le 7 décembre.
Il remporte la plupart de ses matchs de manière expéditive et c'est notamment le cas le 21 mars 1991 durant NJPW Starrcade 1991 In Tokyo Dome face à The Equaliser (en). Le 5 novembre, il remplace Scott Steiner dans un match par équipes pour le championnat par équipes International Wrestling Grand Prix (IWGP) alors détenu par Rick et Scott Steiner. Ils perdent ce titre face à Hiroshi Hase et Keiji Mutō.

### World Championship Wrestling (1995–1999)

#### Fire and Ice (1996)
Il retourne aux États-Unis et signe avec la World Championship Wrestling en 1995. Durant un enregistrement de WCW Saturday Night, il rencontre le grand Ice Train. tout cela finit par un décompte à l'extérieur. Après le match, les deux catcheurs décident de former une équipe toute puissante. L'équipe prend le nom de Fire and Ice.

#### New World Order et Vicious and Delicious (1996–1999)
Le 23 septembre 1998, il bat Yūji Nagata pour remporter le vacant IWGP Heavyweight Championship.
Il est l'un des neuf étrangers à avoir détenu le Championnat Poids Lourds IWGP, les autres étant Big Van Vader, Salman Hashimikov, Bob Sapp, Kurt Angle, Brock Lesnar, A.J. Styles, Kenny Omega et Jay White.

### Retour à la New Japan Pro Wrestling (1999–2006)
Le 17 mars 2001, il bat Kensuke Sasaki et remporte le IWGP Heavyweight Championship pour la deuxième fois.

### Circuit Indépendant et semi-retraite (2006–...)
Lors de Wrestle Kingdom 11, il effectue son retour en participant au New Japan Rumble dont il se fait éliminer par Michael Elgin. Le lendemain, il fait équipe avec Cheeseburger et ces anciens coéquipiers de la nWo Japan (Hiro Saito, Hiroyoshi Tenzan et Satoshi Kojima) mais perdent contre Bullet Club (Bad Luck Fale, Bone Soldier, Kenny Omega, Tama Tonga et Tanga Loa).

## Palmarès
- New Japan Pro Wrestling
  - 2 fois IWGP Heavyweight Championship[17]
  - 2 fois IWGP Tag Team Championship avec Hercules Hernandez (1) et Tony Halme (1)[18]
  - G1 Tag League 1999 avec Keiji Mutō
  - Super Grade Tag League 1996 avec Shinya Hashimoto

- Pacific Northwest Wrestling
  - 1 fois champion poids lourd de la NWA Pacific Northwest[8]

## Récompenses des magazines
- Pro Wrestling Illustrated

| Année | 1991 | 1992 | 1993 | 1994 | 1995 | 1996 | 1997 | 1998 | 1999 | 2000       | 2001 |
| ----- | ---- | ---- | ---- | ---- | ---- | ---- | ---- | ---- | ---- | ---------- | ---- |
| Rang  | 141  | 133  | 47   | 60   | 86   | 100  | 63   | 103  | 67   | Non classé | 71   |